# Горчево
Го̀рчево е село в Югозападна България. То се намира в община Петрич, област Благоевград.

## География
Село Горчево се намира в планински район.

## История
Всички местни християни са под ведомството на Българската екзархия. По данни на секретаря на Екзархията Димитър Мишев („La Macédoine et sa Population Chrétienne“) в 1905 година в Горчево (Gortchevo) има 160 българи екзархисти.
При избухването на Балканската война в 1912 година един човек от Горчево е доброволец в Македоно-одринското опълчение.
До 1947 година Горчево е махала на бившето сборно село Игуменец.

## Население

### Етнически състав
Преброяване на населението през 2011 г.
Численост и дял на етническите групи според преброяването на населението през 2011 г.:
|                     | Численост |
| Общо                | 8         |
| Българи             | 8         |
| Турци               | -         |
| Цигани              | -         |
| Други               | -         |
| Не се самоопределят | -         |
| Неотговорили        | -         |

## Личности
Родени в Горчево
- Марко Трайков, македоно-одрински опълченец, четата на Миладин Тренчев[6]